# Long Train Runnin'
Long Train Runnin'  är en låt framförd av The Doobie Brothers, skriven av deras sångare Tom Johnston. Den finns med på gruppens tredje studioalbum The Captain and Me och utgavs som singel 1973. Låten blev en hitsingel i USA där den nådde åttondeplatsen på Billboard Hot 100-listan. Johnston har senare berättat att han aldrig tänkte på låten som något gruppen skulle spela in, den var först ett "jam" som gruppen spelat och använt för att sedan improvisera solon runt.
1991 spelade Bananarama in en cover av låten som blev en mindre framgång. 1993 utgavs Doobie Brothers version i en remix och blev återigen en hit i flera länder, bland annat i Storbritannien där den nådde en sjundeplats på singellistan.